# Carl Paul Caspari

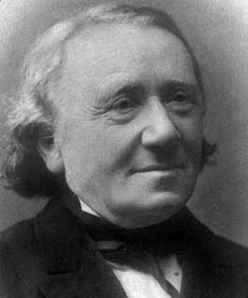
Carl Paul Caspari

Carl Paul Caspari (* 8. Februar 1814 in Dessau; † 11. April 1892 in Kristiania, heute Oslo) war ein evangelisch-lutherischer Theologe und Orientalist.

## Leben
Der Sohn jüdischer Eltern besuchte in seiner Geburtsstadt die jüdische Schule und das Gymnasium. In Leipzig belegte er Vorlesungen über die orientalischen Sprachen Arabisch und Persisch. Durch seine Freunde und Studienkollegen Karl Graul und Franz Delitzsch wurde er mit dem Neuen Testament bekannt gemacht. Zum Pfingstfest 1838 ließ er sich taufen. In den Jahren 1839/1840 studierte er u. a. bei Ernst Wilhelm Hengstenberg Theologie. 1842 wurde er in Leipzig Doktor der Philosophie. 1844 veröffentlichte er eine zweibändige arabische Grammatik. Eine Berufung zum außerordentlichen Professor in Königsberg in der Nachfolge des früh verstorbenen Christoph Hävernick zerschlug sich aufgrund seiner positiven Haltung gegenüber den separierten Lutheranern und den sich daraus ergebenden Konflikten mit dem preußischen Staat. 1847 holte ihn der norwegische Theologe Gisle Johnson als Lektor an die Universität von Kristiania, wo er 1857 eine Professorenstelle erhielt. Rufe nach Deutschland lehnte er wiederholt ab, so auch 1867 nach Erlangen als Nachfolger seines Freundes Delitzsch, um weiter in Norwegen wirken zu können. Er engagierte sich besonders für die Widerlegung der These des dänischen Pfarrers und Theologen Nikolai Frederik Severin Grundtvig, der in Christus die höchste Autorität sah, diese über die Bibel stellte und somit gegen den lutherischen Grundsatz sola scriptura („nur die Schrift allein“) verstieß. Daneben war er Präsident der Vereinigung zur Bekehrung der norwegischen Juden und Mitglied der Bibelkommission. Bis 1891 war er mit der Erstellung einer neuen Übersetzung des Alten Testaments ins Norwegische beschäftigt. Der Tod ereilte ihn bei der Übersetzung des Neuen Testaments. Verheiratet war Caspari mit Marie Karoline Constanze v. Zezschwitz, der Schwester des Erlanger Professors Gerhard von Zezschwitz. Mit ihr hatte er zehn Kinder, von denen ihn drei Söhne und zwei Töchter überlebten.

## Werke
- Grammatica arabica, Leipzig 1844
- Beiträge zur Einleitung in das Buch Jesaia, Berlin 1848
- Über den syrisch-ephraimitischen Krieg unter Jotham und Ahas, Kristiania 1849
- Über Micha und seine prophetische Schrift, Kristiania 1852
- Zur Einführung in das Buch Daniel, Leipzig 1869
- Quellen zur Geschichte des Taufsymbols und der Glaubensregel, Kristiania 1866–69, 2 Bde.
- Quellen zur Geschichte des Taufsymbols, Kristiania  1875
- Alte und neue Quellen zur Geschichte des Taufsymbols und der Glaubensregel, Kristiania  1879
- Kirchenhistorische Anecdota nebst neuen Ausgaben patristischer und kirchlich-mittelalterlicher Schriften, Kristiania 1883
- Eine Augustin fälschlich beigelegte Homilia de sacrilegiis, 1886
- Briefe, Abhandlungen und Predigten aus den zwei letzten Jahrhunderten des kirchlichen Alterthums und dem Anfang des Mittelalters, 1891
- Das Buch Hiob in Hieronymus’s Uebersetzung, Kristiania, 1893
- Der Glaube an der Trinität Gottes in der Kirche des ersten christlichen Jahrhunderts nachgewiesen, Leipzig 1894
- Den aeldste kirkeordning oversat og oplyst, 1894.